# Schönborn, Rhein-Lahn
Schönborn là một đô thị ở huyện Rhein-Lahn, bang Rheinland-Pfalz, in phía tây nước Đức.

## Notes and chú thích
1. ↑   Statistisches Landesamt Rheinland-Pfalz – Bevölkerungsstand 2020, Kreise, Gemeinden, Verbandsgemeinden (Hilfe dazu).

(tiếng Đức)